# Pararge silymbria
Pararge silymbria är en fjärilsart som beskrevs av Hans Fruhstorfer 1909. Pararge silymbria ingår i släktet Pararge och familjen praktfjärilar. Inga underarter finns listade i Catalogue of Life.